# Egas Lourenço Coelho
Egas Lourenço Coelho (ca. 1135 -?) foi um nobre rico-homem português e pelo casamento senhor da Torre de Penegate.[a]

## Relações familiares
Foi filho de Lourenço Viegas e de Ourtigueira. Casou com Mór Mendes de Penagate, senhora de Penagate, de quem teve:
1. Soeiro Viegas Coelho,[2] casado com Mór Mendes de Gandarei, filha de Mem Moniz de Gandarei.
2. Gomes Viegas Frade esposo de Teresa Gonçalves de Mós.[1]
3. Gonçalo Viegas Magro (de Riba Douro)[1]
4. Pero Viegas casou con N... Esteves.[3]
5. Maria Viegas de Ribadouro casou com Pero Ourigues da Nóbrega,[4] filho de Rodrigo da Nóbrega.
6. Marinha Viegas casou com Fernão Ourigues da Nóbrega,[4] filho de Rodrigo da Nóbrega.
7. Margarida Viegas casou com Estevão Pires de Cambra.[4]